# Seis dias de Madrid
Os Seis dias de Madrid era uma competição de ciclismo de pista, da modalidade de Corrida de seis dias, que se disputava no Palacio de Deportes de la Comunidad de Madrid, em Madrid. Disputaram-se 14 edições de 1960 a 1986.

## Palmarés
| Ano      | Primeiros                                      | Segundos                                 | Terceiros                             |
| -------- | ---------------------------------------------- | ---------------------------------------- | ------------------------------------- |
| 1960     | Ronald Murray John Tressider                   | Miguel Poblet Luis Peñalver Escribano    | Raymond Impanis Edgard Sorgeloos      |
| 1961     | Oscar Plattner Armin von Büren                 | Jorge Bátiz Miguel Poblet                | Leandro Faggin Giuseppe Ogna          |
| 1962     | Miguel Bover Miguel Poblet                     | Leandro Faggin Ferdinando Terruzzi       | Tom Simpson John Tressider            |
| 1963     | Joseph De Bakker Rik Van Steenbergen           | Jorge Bátiz Guillem Timoner              | Julio San Emeterio Francisco Tortellà |
| 1964     | Federico Martín Bahamontes Rik Van Steenbergen | Francisco Tortellà Guillermo Timoner     | Willy Altig Klaus Bugdahl             |
| 1965     | Romain De Loof Rik Van Steenbergen             | Francisco Tortellà José María Errandonea | Lucien Gillen Rafael Carrasco         |
| 1966     | Walter Godefroot Emile Severeyns               | Giuseppe Beghetto Leandro Faggin         | José López Rodríguez Domingo Perurena |
| 1967     | Jan Janssen Gerard Koel                        | José López Rodríguez Arthur Decabooter   | Rum Baensch Sydney Patterson          |
| 1968-69  | Não disputados                                 | Não disputados                           | Não disputados                        |
| 1970     | José López Rodríguez Domingo Perurena          | Fritz Pfenninger Alain Van Lancker       | Jan Janssen Gerard Koel               |
| 1971-80  | Não disputados                                 | Não disputados                           | Não disputados                        |
| 1981     | Donald Allan Faustino Rupérez                  | Miguel María Lasa Wilfried Peffgen       | Willy Debosscher Constant Tourné      |
| 1982     | Gert Frank Avelino Perea                       | Jan Raas Leo van Vliet                   | Noël Dejonckheere Josef Kristen       |
| 1983     | René Pijnen Enrique Martínez Heredia           | Joop Zoetemelk Günther Schumacher        | Willy Debosscher Patrick Moerlen      |
| 1984-85  | Não disputados                                 | Não disputados                           | Não disputados                        |
| 1986 (1) | Gerrie Knetemann José Luis Navarro             | Pierangelo Bincoletto Bruno Vicino       | Alain Bondue Peter Pieters            |
| 1986 (2) | Roman Hermann Sigmund Hermann                  | René Pijnen Pello Ruiz Cabestany         | Constant Tourné Etienne De Wilde      |